# Рудильницы (Ивановская область)
Руди́льницы — деревня в Палехском районе Ивановской области. Входит в Раменское сельское поселение.

## География
Находится в западной части Палехского района, в 13,3 км к западу от Палеха (17,8 км по автодорогам). В 0,5 км к юго-востоку находится село Клетино.

## История
В 2005—2009 деревня относилась к Клетинскому сельскому поселению.  В библиотеке д. Клетино имеется материал «Из прошлого стороны Клетинской». Учитель истории Муравьев А.Н. опубликовал в газете «Призыв» 16.06.2004 года собранный им материал, где упоминается, что в документах 16 и 17  веков деревня Рудильницы называлась "Рудница". Ее жители добывали в глубинах озер и болот так называемую бурожелезняковую болотную руду и кустарным способом выплавляли из нее в печах-домницах мягкое железо. Деревня Рудильницы (фигурировала также под названиями: "Рудильница", "Рудельницы") принадлежала князю Ивану Барятинскому.

## Население
| 1859 | 1905 | 2010 |
| ---- | ---- | ---- |
| 116  | ↗171 | ↘14  |